# František Benda
František Benda (* 7. August 1944 im Protektorat Böhmen und Mähren; † 1. Januar 2017 in Prachatice) war ein tschechischer Politiker der KDS (später ODS). Er war von Juli 1992 bis Juli 1996 tschechischer Umweltminister im ersten Kabinett von Václav Klaus.

## Leben
Benda studierte bis 1969 Chemie an der Universität für Chemie und Technologie in Prag (VŠCHT) in Prag. Von 1969 bis 1983 war er dort Assistenzprofessor und seit 1972 auch Kandidat der Wissenschaften (CSc.) am Institut für Anorganische Chemie. Danach war Benda bis 1990 wissenschaftlicher Mitarbeiter am Institut für Landschaftsökologie der Tschechoslowakischen Akademie der Wissenschaften (ČSAV) in Budweis.
Nach der samtenen Revolution im November 1989 wurde Benda 1990 Stellvertretender Bürgermeister von Budweis. Am 2. Juli 1992 wurde er als Nachfolger von Ivan Dejmal (1991–1992) Umweltminister der tschechischen Teilrepublik und am 1. Januar 1993 erster Umweltminister der neu gegründeten Tschechischen Republik. Benda gehörte der christlich-demokratischen Partei KDS an und wechselte 1994 nach der Fusion von KDS und ODS zur liberal-konservativen ODS. Er schied am 4. Juli 1996 aus dem Amt, sein Nachfolger wurde Jiří Skalický im zweiten Kabinett Klaus. Benda gehörte noch bis November 1998 dem Stadtrat von Budweis an.
František Benda wurde am 8. Dezember 2011 zum Diakon geweiht. Er betreute als Seelsorger die Stadt Prachatice, umliegende Gemeinden und das Altersheim in Prachatice. Er starb am 1. Januar 2017  im Prachaticer Hospiz und wurde in Lštění beigesetzt.

### Familie
Benda hinterließ eine Ehefrau und vier Söhne.